# Enrique García Victorero
Enrique García Vitorero (n. 1911) va ser un militar espanyol

## Biografia
Va néixer a Gijón en 1911. Metal·lúrgic de professió, es va afiliar al Partit Comunista d'Espanya en 1934. Després de l'esclat de la Guerra civil es va unir a les milícies republicanes Va arribar a manar un batalló d'esquiadors de muntanya. En la tardor de 1937 va passar a manar la 190a Brigada Mixta, que cobria el sector d'Oviedo. Després de la caiguda del front Nord va aconseguir escapar d'Astúries i traslladar-se a la zona Central. Va ser nomenat comandant de la 62a Brigada Mixta, al comandament la qual va intervenir en la campanya d'Aragó.
En acabar la contesa va haver de marxar a l'exili, instal·lant-se a la Unió Soviètica. Allí cursaria estudis en l'Acadèmia Militar Frunze, al costat d'altres antics militars republicans com Modesto, Enrique Líster, Manuel Tagüeña, Pedro Mateo Merino, etc. Amb posterioritat abandonaria l'URSS.